# Volcán Xico
El Volcán Xico, Cerro de Xico o Cráter Xico, es una montaña situada en la Faja Volcánica Transmexicana (FVTM), en el municipio Valle de Chalco Solidaridad, Estado de México. Por sus características, un cráter circular casi perfecto (anillo de toba), desde la antigüedad se le conoce como "ombligo del mundo". Tiene 100 metros de elevación sobre el suelo, así como 2,240 m s.n.m. Su cráter tiene un diámetro de 1400 metros.

## Etimología
La palabra Xico proviene de la lengua náhuatl, xictli, que significa ombligo, así como del glifo calli, que es casa.

## Historia
El volcán de Xico es un vestigio natural del antiguo lago de Chalco.Se considera que tuvo una erupción hace más de 100,000 años, dejando el cráter y un anillo de toba de 100 metros.
Los antiguos mexicas consideraban que las montañas y volcanes eran sagrados, atribuyéndoles cualidades similares a deidades. Algunos cerros deificados se les rendía culto al final de las temporadas de lluvias; tal es el caso del Iztaccíhuatl y el Popocatépetl.
En el año 1258, un grupo de Chichimecas Toltecas llegaron al asentamiento de Xico. Un grupo de Chalcas ya habitaba la zona desde 18 años atrás. Este último grupo era llamado por los Chichimecas, los Atempanecas (los que viven al borde del agua), pues tenían la fama de sumergirse en el lago.Por esta razón, y porque se encontraba en medio de un lago, se consideraba a Xico como un centro sagrado. Los datos arqueológicos de la excavaciones realizadas en 1990, dan cuenta de las estructuras ceremoniales que había en la zona,las cuales corresponden al culto al agua; pues se encontraron caracoles marinos, piedras verdes y conchas.
Antes de la conquista, había una población al sur. Cuando los españoles llegaron, el cráter fue drenado y quedó seco.

## Geografía
El volcán Xico está en una zona volcánica conocida como Chihináutzin, y habría surgido entre el año 550 y 640 e. c.
Se ubica en las coordenadas geográficas 19°20’21’’ y 19°58’34’. 98°58’34’’, latitud norte y 89°54’30’’, latitud oeste. Está a una altitud de 2,240 m s.n.m.

### Geología
Se trata de un volcán monogenético, a partir de una formación conocida como anillo de toba, un fenómeno geológico producido por la interacción del magma con el agua. Esta formación surgió en torno al Lago de Chalco que se origina de la Sierra Nevada.

## Cultura
Hay población viviendo en las laderas el volcán y usando el cráter para sembrar alimentos desde hace varias generaciones. La razón de la fertilidad de los suelos de los antiguos cráteres, como el de Xico se da porque contienen calcio, sodio, fósforo y potasio, que retienen la humedad en el suelo y disminuyen la acidez.
El volcán de Xico suele ser una zona de recreación para la población en general, utilizando sus senderos para recorridos a pie, para correr y escalar. También hay rutas para bicicletas tanto en las faldas como en el cráter.